# XXXI Premis Goya
La XXXI edició dels Premis Goya (oficialment en castellà: Premios Anuales de la Academia "Goya") va tenir lloc al Madrid Marriott Auditorium Hotel de la ciutat de Madrid (Espanya) el 4 de febrer de 2017. La cerimònia va ser presentada, per tercer cop consecutiu, pel monologuista i actor Dani Rovira.
Els nominats van ser anunciats el dia 14 de desembre de 2016 per Javier Cámara i Natalia de Molina.
La pel·lícula més nominada és Un monstre em ve a veure del català Juan Antonio Bayona, i rodada en anglès, amb dotze nominacions, seguida di El hombre de las mil caras i Tarde para la ira amb onze nominacions cadascuna.
Un monstre em ve a veure va ser la pel·lícula que va guanyar més nominacions, amb un total de nou, inclosa la millor director, però Tarde para la ira va guanyar els premis a la millor pel·lícula, millor guió, millor director novell i millor actor secundari. L'actriu Emma Suárez, per la seva banda, va guanyar dos premis en la mateixa edició: el de millor actriu per Julieta o el de millor actriu secundària per La propera pell.

## Premis per pel·lícula

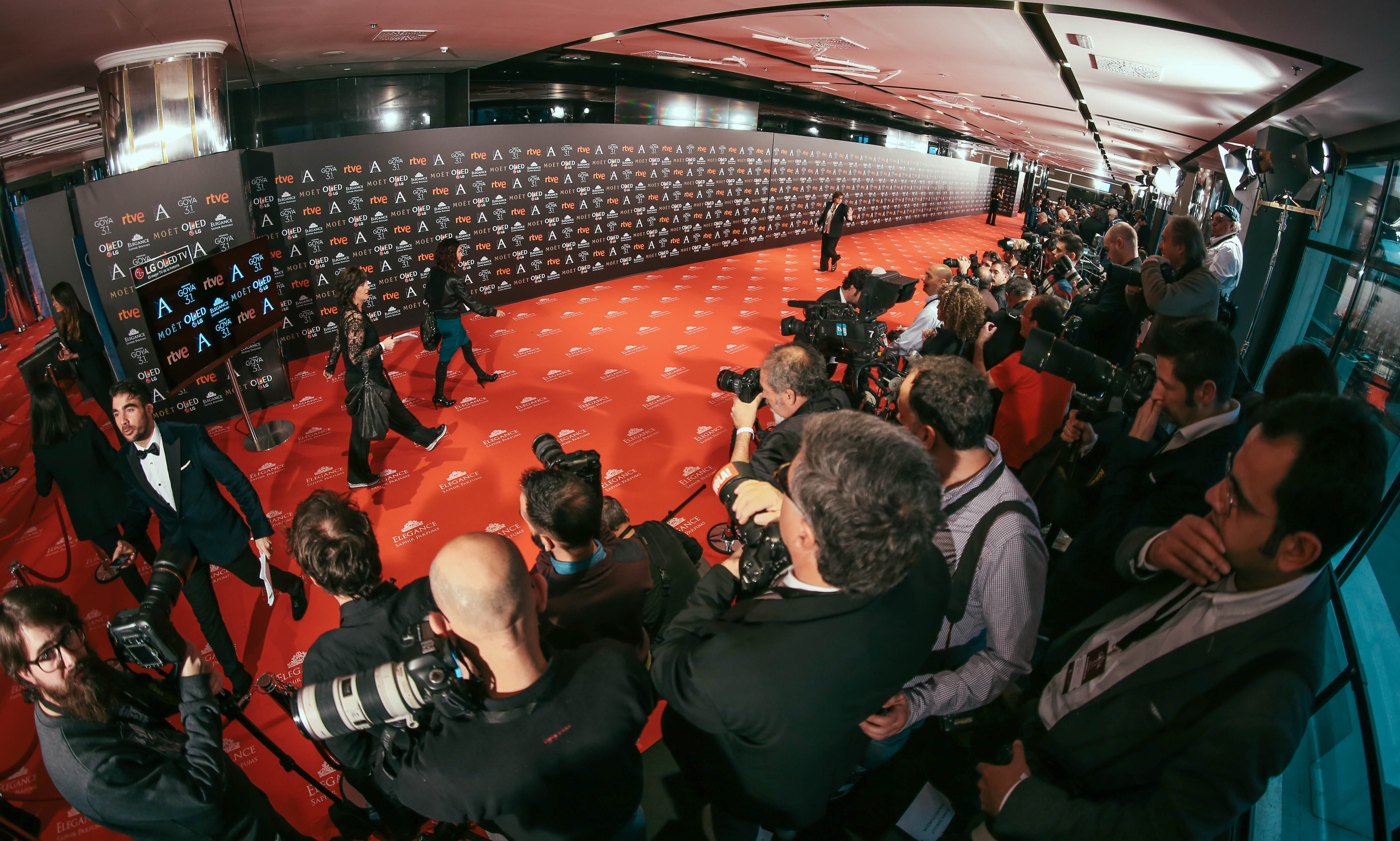
Catifa vermella dels Premio Goya 2017 moments abans de la gala

| Pel·lícula                     | Nominacions | Premis |
| ------------------------------ | ----------- | ------ |
| Un monstre em ve a veure       | 12          | 9      |
| El hombre de las mil caras     | 11          | 2      |
| Tarde para la ira              | 11          | 4      |
| 1898: Los últimos de Filipinas | 9           | 1      |
| Julieta                        | 7           | 1      |
| Que Dios nos perdone           | 6           | 1      |
| La reina de España             | 5           | 0      |
| El olivo                       | 4           | 1      |
| Kiki, el amor se hace          | 4           | 0      |
| Cerca de tu casa               | 2           | 1      |
| Cien años de perdón            | 2           | 0      |
| Frágil equilibrio              | 2           | 1      |
| La puerta abierta              | 2           | 0      |
| María (y los demás)            | 2           | 0      |
| Ozzy                           | 2           | 0      |

## Nominats i guanyadors
| Millor pel·lícula | Millor director |
| --- | --- |
| - Tarde para la ira - El hombre de las mil caras - Julieta - Que Dios nos perdone - Un monstre em ve a veure | - Juan Antonio Bayona per Un monstre em ve a veure - Pedro Almodóvar per Julieta - Alberto Rodríguez per El hombre de las mil caras - Rodrigo Sorogoyen per Que Dios nos perdone                                                              |
| Millor actor | Millor actriu |
| - Roberto Álamo per Que Dios nos perdone - Luis Callejo per Tarde para la ira - Antonio de la Torre per Tarde para la ira - Eduard Fernández per El hombre de las mil caras | - Emma Suárez per Julieta - Penélope Cruz per La reina de España - Bárbara Lennie per María (y los demás) - Carmen Machi per La puerta abierta                                                                                                |
| Millor actor secundari | Millor actriu secundària |
| - Manolo Solo per Tarde para la ira - Karra Elejalde per 100 metros - Javier Gutiérrez Álvarez per El olivo - Javier Pereira per Que Dios nos perdone | - Emma Suárez per La propera pell - Terele Pávez per La puerta abierta - Candela Peña per Kiki, el amor se hace - Sigourney Weaver per Un monstre em ve a veure                                                                               |
| Millor guió original | Millor guió adaptat |
| - Raúl Arévalo i David Pulido per Tarde para la ira - Jorge Guerricaechevarría per Cien años de perdón - Paul Laverty per El olivo - Isabel Peña i Rodrigo Sorogoyen per Que Dios nos perdone | - Alberto Rodríguez per El hombre de las mil caras - Pedro Almodóvar per Julieta - Paco León i Fernando Pérez per Kiki, el amor se hace - Patrick Ness per Un monstre em ve a veure                                                           |
| Millor director novell | Millor direcció de producció |
| - Raúl Arévalo per Tarde para la ira - Salvador Calvo per 1898: Los últimos de Filipinas - Marc Crehuet per El rei borni - Nely Reguera per María (y los demás) | - Sandra Hermida Muñiz per Un monstre em ve a veure - Carlos Bernases per 1898: Los últimos de Filipinas - Manuela Ocón per El hombre de las mil caras - Pilar Robla per La reina de España                                                   |
| Millor actor revelació | Millor actriu revelació |
| - Carlos Santos per El hombre de las mil caras - Rodrigo de la Serna per Cien años de perdón - Ricardo Gómez per 1898: Los últimos de Filipinas - Raúl Jiménez per Tarde para la ira | - Anna Castillo per El olivo - Belén Cuesta per Kiki, el amor se hace - Ruth Díazper Tarde para la ira - Silvia Pérez Cruz per Cerca de tu casa                                                                                               |
| Millor pel·lícula estrangera de parla hispana | Millor pel·lícula europea |
| - El ciudadano ilustre de Mariano Cohn i Gastón Duprat ( Argentina) - Anna de Jacques Toulemonde ( Colòmbia) - Desde allá de Lorenzo Vigas ( Veneçuela) - Las elegidas de David Pablos ( Mèxic) | - Elle de Paul Verhoeven ( França) - L'editor de llibres de Michael Grandage ( Regne Unit) - I, Daniel Blake de Ken Loach ( Regne Unit) - Saul fia de László Nemes ( Hongria)                                                                 |
| Millor fotografia | Millor muntatge |
| - Óscar Faura per Un monstre em ve a veure - Álex Catalán per 1898: Los últimos de Filipinas - José Luis Alcaine per La reina de España - Arnau Valls Colomer per Tarde para la ira | - Jaume Martí i Farrés i Bernat Vilaplana per Un monstre em ve a veure - José M. G. Moyano per El hombre de las mil caras - Alberto del Campo i Fernando Franco García per Que Dios nos perdone - Ángel Hernández Zoido per Tarde para la ira |
| Millor direcció artística | Millor vestuari |
| - Eugenio Caballero per Un monstre em ve a veure - Carlos Bodelón per 1898: Los últimos de Filipinas - Pepe Domínguez del Olmo per El hombre de las mil caras - Juan Pedro de Gaspar per La reina de España                                                                                            | - Paola Torres per 1898: Los últimos de Filipinas - Lala Huete per La reina de España - Cristina Rodríguez per No culpes al karma de lo que te pasa por gilipollas - Alberto Valcárcel i Cristina Rodríguez per Tarde para la ira             |
| Millor so | Millor música original |
| - Peter Glossop, Oriol Tarragó i Marc Orts per Un monstre em ve a veure - Eduardo Esquide, Juan Ferro i Nicolas de Poulpiquet per 1898. Los últimos de Filipinas - Daniel de Zayas, César Molina i José Antonio Manovel per El hombre de las mil caras - Nacho Royo-Villanova i Sergio Testón per Ozzy | - Fernando Velázquez per Un monstre em ve a veure - Julio de la Rosa per El hombre de las mil caras - Pascal Gaigne per El olivo - Alberto Iglesias per Julieta                                                                               |
| Millor maquillatge i perruqueria | Millors efectes especials |
| - Marese Langan i David Martí per Un monstre em ve a veure - Milu Cabrer, Alicia López i Pedro Rodríguez per 1898. Los últimos de Filipinas - Yolanda Piña per El hombre de las mil caras - Ana López-Puigcerver, Sergio Pérez Berbel i David Martí per Julieta                                        | - Pau Costa i Félix Bergés per Un monstre em ve a veure - Pau Costa i Carlos Lozano per 1898. Los últimos de Filipinas - Raúl Romanillos i David Heras per Gernika. The Movie - Reyes Abades i Eduardo Díaz per Julieta                       |
| Millor cançó original | Millor curt de ficció |
| - Sílvia Pérez Cruz per Cerca de tu casa ("Ai, ai, ai") - Luis Ivars per Bollywood Made in Spain ("Descubriendo India") - Zeltia Montes per Frágil equilibrio ("Muerte") - Alejandro Acosta, Cristina Manjón, David Borràs Paronell, Marc Peña Rius i Paco León per Kiki, el amor se hace ("KIKI")     | - Timecode de Juanjo Giménez Peña - Bla, Bla, Bla d'Alexis Morante - En la azotea de Damià Serra - Graffiti de Lluís Quílez Sala - La invitación de Susana Casares                                                                            |
| Millor pel·lícula d'animació | Millor curt d'animació |
| - Psiconautas, los niños olvidados d'Alberto Vázquez Rico i Pedro Rivero - Ozzy d'Alberto Rodríguez Rodríguez - Teresa i Tim d'Agurtzane Intxaurraga | - Decorado d'Alberto Vázquez Rico - Darrel d'Alan Carabantes Person i Marc Briones Piulachs - Made in Spain de Coke Riobóo - Uka de Valle Comba Canales                                                                                       |
| Millor documental | Millor curt documental |
| - Frágil equilibrio de Guillermo García López - Nacido en Siria d'Hernán Zin - El Bosco. El jardín de los sueños de José Luis López-Linares - Omega de Gervasio Iglesias i José Sánchez-Montes | - Cabezas Habladoras de Juan Vicente Córdoba - Esperanza d'Álvaro Longoria - Palabras de Caramelo de Juan Antonio Moreno Amador - The Resurrection Club d'Álvaro Corcuera i Guillermo Abril                                                   |
| Goya d'Honor | |
| Ana Belén (actriu, cantant i directora) | |